# Mulmalgeun-Yangpyeong-Stadion
Das Mulmalgeun-Yangpyeong-Stadion (kor. 물맑은양평종합운동장) ist ein Fußballstadion mit Leichtathletikanlage in der südkoreanischen Stadt Yangpyeong, Provinz Gyeonggi-do. Die Anlage wurde zwischen 2018 und Ende 2021 errichtet. Ab der Spielzeit 2022 wird die Sportstätte vom Yangpyeong FC, welcher in der K4 League spielt, genutzt.